# 四海本色
《四海本色》（英語：Night and the City）是一部黑色电影，导演朱尔斯·达辛，主演为理查德·威德马克和吉恩·蒂尔尼。它是基于杰拉尔德·克什的同名小说改编。拍摄地点在伦敦，情节围绕着一个雄心勃勃的骗子，他一步步坚持错误的计划，终于毁灭。
该片被认为是一部经典的黑色电影。导演达辛后来承认，他从来没有读过原著。在接受记者采访时，达辛回忆，Tierney参演是由Darryl Zanuck要求的，该女星曾想自杀，Zanuck希望这项工作将使她的心态好转。这部电影的英国版本多五分钟的时间，有一个较为乐观的结局，电影配乐也完全不同。达辛认为美国版更接近他自己的意图。